# Remain〜心の鍵
「remain〜心の鍵」（リメイン こころのかぎ）は、日本の歌手小柳ゆきの10枚目のシングル。2001年11月21日発売。発売元はワーナーミュージック・ジャパン。

## 概要
- TBS系金曜ドラマ「恋を何年休んでますか」主題歌
- 第52回NHK紅白歌合戦にて歌唱。

## 収録曲
1. remain〜心の鍵(4:57) 
作詞：小柳ゆき/Lightcha、作曲：清水泰明、編曲：T.Nishigaki/弦一徹
2. Flyin'(4:26)
作詞：小柳ゆき、作曲：Michael Becker/Bird York、編曲：Nick Wood/Chris Corner
3. always(4:58)
作詞：小柳ゆき、作曲：笹本安詞、編曲：斉藤仁
4. remain〜心の鍵 (Rhythmless)(4:41)
5. remain〜心の鍵 (Instrumental)(4:53)

## 収録アルバム
remain〜心の鍵
- 『buddy』
- 『MY ALL <YUKI KOYANAGI SINGLES 1999-2003>』
- 『The Best Now & Then 〜10th Anniversary〜』※アレンジ、新録音して収録
- 『THE BEST OF YUKI KOYANAGI ETERNITY 〜15th Anniversary〜』（2013年9月25日）